# Galgula castra
Galgula castra là một loài bướm đêm trong họ Noctuidae.